# San Miguel (Leyte)
San Miguel is een gemeente in de Filipijnse provincie Leyte op het eiland Leyte. Volgens de laatste officiële telling uit 2000 had de gemeente een inwonertal van 15.153 mensen verdeeld over 3017 huishoudens.

## Geografie

### Bestuurlijke indeling
San Miguel is onderverdeeld in de volgende 19 barangays:
| - Bagacay - Bahay - Bairan - Cabatianuhan - Canap - Capilihan - Caraycaray - Cayare - Guinciaman - Impo - Kinalumsan | - Libtong - Lukay - Malaguinabot - Malpag - Mawodpawod - Patong - Pinarigusan - San Andres - Santa Cruz - Santol |